# Diga di Itoshiro
La diga di Itoshiro  (石徹白ダム?, Itoshiro damu) è una diga vicino alla città di Ōno, nella prefettura di Fukui, in Giappone. Fu completata nel 1968.

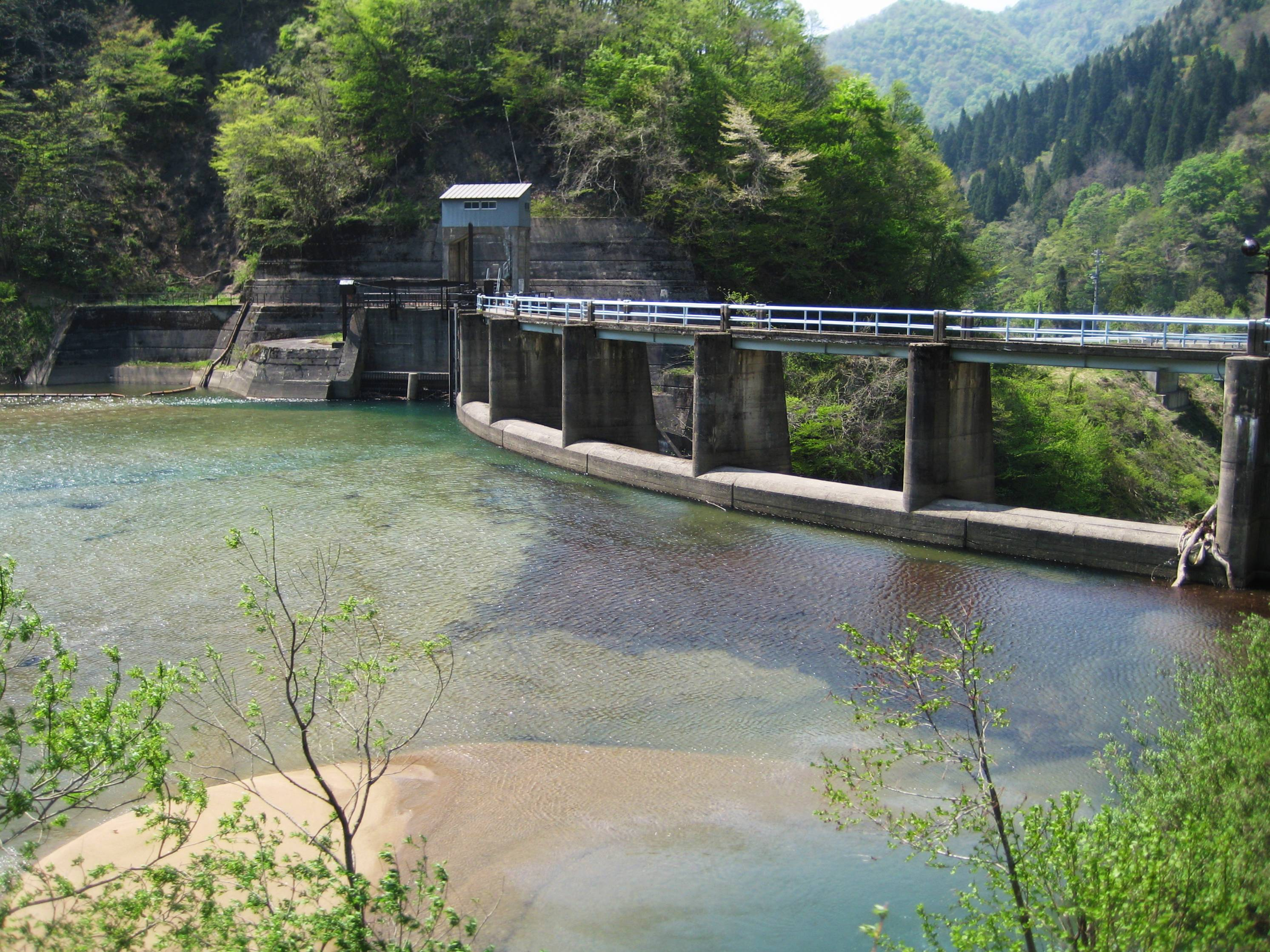